# Присеймье
Присеймье (укр. Присеймів'я) — село,
Присеймовский сельский совет,
Конотопский район,
Сумская область,
Украина.
Код КОАТУУ — 5922086901. Население по переписи 2001 года составляло 161 человек.
Является административным центром Присеймовского сельского совета, в который, кроме того, входят сёла
Калишенково,
Марьяновка,
Новое,
Озаричи,
Черноплатово
и посёлок Зализничное.

## Географическое положение
Село Присеймье находится на расстоянии в 4 км от правого берега реки Сейм.
На расстоянии в 1 км расположены сёла Черноплатово, Новое и Любитово (Кролевецкий район).

## История
- Село Присеймье впервые упоминанется в XVII веке.
- 2008 — Село переименовано с укр. Присейм'я на укр. Присеймів'я[2].

## Происхождение названия
- В некоторых документах село называют Присеймья.

## Экономика
- ООО «Видродження».
- ООО «Ритм».

## Объекты социальной сферы
- Школа.
- Дом культуры.
- Фельдшерско-акушерский пункт.